# Reibers

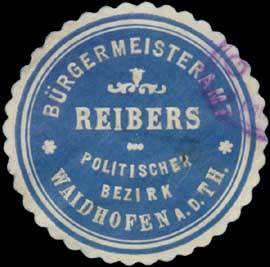
Siegelmarke des Bürgermeisteramtes

Reibers ist eine Ortschaft und eine Katastralgemeinde der Marktgemeinde Dobersberg in Niederösterreich mit 95 Einwohnern am 1. Jänner 2024.

## Geografie
Der Ort liegt westlich von Waldkirchen an der Thaya und nördlich von Dobersberg am Lexnitzbach, der bei Lexnitz in die Thaya mündet. Auch die Grabenmühle zählt zur Ortschaft, die am 1. April 2020 insgesamt 44 Adressen umfasste.

## Geschichte
Die Einwohner, Landbauern und Kleinhäusler, betrieben Ackerbau und Viehwirtschaft sowie auch die Baumwollweberei, bemerkte Schweickhardt im 19. Jahrhundert. Weiters bestanden hier zwei Mühlen. Im Jahr 1822 wurde der Ort als Dorf mit 40 Häusern genannt, das nach Waldkirchen eingepfarrt war, wohin auch die Kinder eingeschult wurden. Die Herrschaft Dobersberg besaß die Ortsobrigkeit, übte die Landgerichtsbarkeit aus, besorgte die Konskription und hatte die Grundherrschaft inne.
Laut Adressbuch von Österreich waren im Jahr 1938 in der Ortsgemeinde Reibers ein Gastwirt, ein Gemischtwarenhändler, ein Schmied, ein Schuster, ein Tischler und einige Landwirte ansässig. Im Rahmen der Niederösterreichischen Kommunalstrukturverbesserung trat bei gleichzeitiger Auflösung der Ortsgemeinde Reibers, welcher auch Reinolz und Rudolz angehörten, der Ort per 1. Jänner 1971 der Marktgemeinde Dobersberg bei.

## Kultur und Sehenswürdigkeiten
- Katholische Pfarrkirche Reibers hl. Georg. Hier wirkte Ulrich Küchl, Priester und Propst des Stiftes Eisgarn, als Pfarrer.